# (2307) Garuda
(2307) Garuda est un astéroïde de la ceinture principale.

## Description
(2307) Garuda est un astéroïde de la ceinture principale. Il fut découvert le 18 avril 1957 à La Plata par l'Observatoire de La Plata. Il présente une orbite caractérisée par un demi-grand axe de 3,05 UA, une excentricité de 0,06 et une inclinaison de 7,7° par rapport à l'écliptique.

## Compléments